# Craniophora jankowskii
Craniophora jankowskii là một loài bướm đêm trong họ Noctuidae.